# Освобождение труда
«Освобожде́ние труда́» — первая российская марксистская организация; создана в 1883 году в Женеве по инициативе бывших активных народников-чернопередельцев — П. Б. Аксельрода (ставшего де-факто главным идеологом группы), Л. Г. Дейча, В. И. Засулич, В. Н. Игнатова, Г. В. Плеханова. В 1884 году выбыли Дейч (в связи с арестом) и Игнатов (в связи со смертью), в 1888 году был принят С. М. Ингерман, который активно работал до переезда в Америку в 1891 году.

## Создание группы
Возникновение российского рабочего движения, неудачи народнического движения заставили искать новую революционную теорию. В эмиграции Плеханов и его соратники ознакомились с опытом западноевропейского рабочего движения, изучили теорию научного социализма. Это привело к коренному пересмотру ими собственной революционной практики. В объявлении об издании «Библиотеки современного социализма» 13 (25) сентября 1883 года группа «Освобождение труда» провозгласила свои основные цели и задачи:
1. перевод на русский язык важнейших трудов К. Маркса и Ф. Энгельса, а также произведений их последователей для распространения идей научного социализма;
2. критика народничества и разработка проблем русской общественной жизни с точки зрения теории марксизма.

## Деятельность группы
Ещё в 1882 году Плеханов перевёл на русский язык «Манифест коммунистической партии». В дальнейшем группа перевела и издала работы К. Маркса и Ф. Энгельса: «Наёмный труд и капитал» (1883), «Развитие научного социализма» (1884), «Речь о свободе торговли» (1885), «Нищета философии» (1886), «Людвиг Фейербах» (1892), «Восемнадцатое брюмера Луи Бонапарта» (1894), «Ф. Энгельс о России» (1894). Эти произведения в 80-х — начала 90-х гг. изучались в первых социал-демократических организациях России и сыграли большую роль в повороте революционной молодёжи к марксизму.
Важное значение имели работы Плеханова, излагавшие идеи марксизма в применении к России. В его работах «Социализм и политическая борьба» (1883), «Наши разногласия» (1885) дана развёрнутая критика теории и тактики народничества, обосновывается вывод о вступлении России на путь капитализма, доказывается, что передовой решающей силой грядущей революции является не крестьянство, а пролетариат, выдвигается задача создания рабочей социалистической партии в России. Большое значение для основания российской социал-демократии имели также два проекта программы группы «Освобождение труда», написанных Плехановым. Первый из них (1883) содержал некоторые уступки народничеству. После обсуждения его в кружках социал-демократов Плеханов написал второй — «Проект программы русских социал-демократов» (1885). Теоретическая его часть содержала основные элементы программы марксистской партии. Практическая — состояла из требований:
1. общедемократические преобразования;
2. меры в интересах рабочих;
3. меры в интересах крестьян.

Подробный разбор второго требования сделал Ленин (см. «Проект программы нашей партии», в книге: Полн. собр. соч., 5 изд., т. 4, с. 211—239). Этот документ группы «Освобождение труда» был единственной опубликованной программой российской социал-демократии до программы РСДРП, выработанной ленинской «Искрой». В 1895 году вышла новая работа Плеханова «К вопросу о развитии монистического взгляда на историю». В ней дана критика «субъективной социологии» народничества, доказана несостоятельность народнических взглядов по вопросам о роли идей, личности и народных масс в истории.
В распространении марксизма участвовали все члены группы. Кроме серии «Библиотека современного социализма», группа выпустила серию «Рабочая библиотека» (С. Дикштейн, «Кто чем живёт?», предисловие Г. В. Плеханова, 1885; П. Аксельрод, «Рабочее движение и социальная демократия», 1884; «Речь П. А. Алексеева на суде», с предисловием Г. В. Плеханова, 1889; В. Засулич, «Варлен перед судом исправительной полиции», 1890, и др.). В 1888 году группа «Освобождение труда» издала сборник «Социал-демократ», а в 1890—1892 годах — литературно-политическое обозрение «Социал-демократ» (4 книги), в котором пропагандировались революционные идеи марксизма, подвергалось критике народничество и освещалась деятельность российских и международных социал-демократов.
Наряду с теоретической и пропагандистской деятельностью группа «Освобождение труда» вела за границей большую работу по объединению сил российской социал-демократии. Осенью 1888 года группа основала «Русский социал-демократический союз»; в конце 1894 года был создан «Союз русских социал-демократов за границей», редакция изданий которого принадлежала группе «Освобождение труда». В ноябре 1898 году группа «Освобождение труда» расходится с большинством членов «Союза» (Кричевский, Прокопович, Акимов, Кускова и др.), вставших на путь «экономизма». Группа ведёт решительную борьбу с оппортунизмом, строго выдерживая линию революционного научного социализма.
Несмотря на огромные трудности, группа имела связь с социал-демократическими организациями в России (Москва, Петербург, Киев, Харьков, Вильнюс, Рига, Минск, Одесса, Нижний Новгород и др.). В мае 1895 года в Швейцарии Ленин встретился с Плехановым и договорился о совместном издании в 1896 году в Женеве сборника «Работник». Созданный Лениным в 1895 году Петербургский «Союз борьбы за освобождение рабочего класса» устанавливает тесную связь с группой «Освобождение труда»; «Союз» избрал Плеханова своим представителем на Международный социалистический конгресс (1896, Лондон). Связь между ними ослабла после ареста Ленина, его ближайших товарищей и прихода к руководству «Союзом» «экономистов» — К. М. Тахтарева, А. А. Якубовой и др. В ноябре 1898 года группа отказывается от редактирования изданий заграничного «Союза русских социал-демократов», так как в нём стали преобладать оппортунисты, а в мае 1900 года окончательно порывает с ним и основывает самостоятельное издательство «Социал-демократ».
Группа «Освобождение труда» поддерживала контакты с социал-демократическими партиями и организациями Германии, Франции, Англии, Польши, Болгарии, Швейцарии, Австрии, Венгрии. Группа имела связь с видными деятелями социалистического движения Запада: Э. Эвелингом, Элеонорой Маркс, Д. Благоевым, А. Лабриолой, А. Бебелем, В. Либкнехтом, К. Цеткин, К. Каутским и др. Её представители участвовали в международных рабочих социалистических конгрессах: в 1889 году в Париже, в 1893 году в Цюрихе, в 1896 году в Лондоне и т. д. Ф. Энгельс высоко оценивал деятельность группы «Освобождение труда» «…Я горжусь тем, — писал он в 1885 году В. И. Засулич, — что среди русской молодёжи существует партия, которая искренне и без оговорок приняла великие экономические и исторические теории Маркса и решительно порвала со всеми анархическими и несколько славянофильскими традициями своих предшественников. И сам Маркс был бы также горд этим, если бы прожил немного дольше. Это прогресс, который будет иметь огромное значение для развития революционного движения в России» (Маркс К. и Энгельс Ф., Соч., 2 зд., т. 36, с. 260). Идеолог группы Плеханов на рубеже XIX—XX вв. вёл активную борьбу с ревизионизмом, главным образом бернштейнианством. Группа «Освобождение труда» сыграла значительную роль в борьбе с «экономизмом». В специальном сборнике «Вадемекум» был напечатан составленный В. И. Лениным в ссылке протест 17 социал-демократов против «„кредо“ экономистов». Важнейший этап деятельности группы «Освобождение труда» (1901—1903) протекал в рамках Заграничной лиги русской революционной социал-демократии, когда группа объединилась с ленинской «Искрой». Вначале это был период плодотворного сотрудничества Ленина и Плеханова, затем выявились между ними идейные разногласия (1901—1903), которые окончательно обострились после 2-го съезда РСДРП, что привело к расколу российской социал-демократии на большевиков и меньшевиков. Ленин отмечал недостатки группы «Освобождение труда», которые он главным образом усматривал в том, что группа не была связана с рабочим движением, что у её членов отсутствовали конкретный анализ особенностей развития капитализма в России и признание вытекающих особых задач российской социал-демократии в борьбе за создание партии нового типа, отличной от партий 2-го Интернационала. Члены группы не поняли, что наступила эпоха империализма и пролетарских революций, не имели чёткого взгляда на взаимоотношения рабочего класса и крестьянства, рабочего класса и либеральной буржуазии, не учитывали роль пролетариата как гегемона в буржуазно-демократической революции. Как отмечает Лев Троцкий, когда Ленин убедился, что группа «Освобождение труда» «не способна взять в свои руки непосредственное руководство боевой организацией пролетарского авангарда в обстановке близящейся революции, он сделал отсюда для себя все практические выводы».
Историческое значение группы «Освобождение труда» Ленин видел в том, что она идейно, теоретически основала российскую социал-демократию и сделала первый шаг навстречу рабочему движению. Заслугой группы «Освобождение труда» и прежде всего Г. В. Плеханова Ленин считал борьбу против народников, «экономистов», международного ревизионизма и анархизма, обоснование ею значения революционной теории в освободительном движении, то, что она раскрыла русским революционерам сущность научного социализма. Он указал на преемственность взглядов деятелей Петербургского «Союза борьбы» и членов группы «Освобождение труда» по многим принципиальным вопросам, назвал её представительницей революционно-марксистского течения в русской социал-демократии. Историю марксизма в России Ленин вёл, начиная с момента образования группы «Освобождение труда».

## Критика
Сохранилось мало сведений о критике группы внутри социалистического движения в России. Этому способствовал тот факт, что в 1930-е годы, когда активизировался процесс политизации исторической науки, произошло существенное упрощение «канонической» версии революционного движения. Отдельные отголоски критики и внутримарксистской полемики сохранились в сочинениях Ленина, в воспоминаниях Н. Валентинова, а также в публикациях эмигрантов-социалистов, покинувших Россию вскоре после Октябрьской революции.